# Дмитриев, Денис Сергеевич
Дени́с Серге́евич Дми́триев (23 марта 1986, Тырново) — российский трековый велогонщик, с 2002 года профессионально выступающий в спринте, командном спринте и кейрине. Бронзовый призёр Олимпийских игр 2016 года, чемпион мира 2017 года, многократный призёр чемпионатов мира, трёхкратный чемпион Европы. На соревнованиях представляет город Москву и спортивное общество «Динамо», заслуженный мастер спорта.

## Биография
Денис Дмитриев родился 23 марта 1986 года в деревне Тырново Пронского района Рязанской области, однако впоследствии переехал на постоянное жительство в Москву. В детстве занимался многими видами спорта, в том числе футболом, плаванием, дзюдо, шоссейным велоспортом, однако в конечном счёте сделал выбор в пользу трека. Проходил подготовку в училище олимпийского резерва № 2, тренировался под руководством тренеров Александра Толоманова и Евгения Барымова. Состоит в физкультурно-спортивном обществе «Динамо».
Первого серьёзного успеха добился в 2002 году, попал в состав российской национальной сборной. На международном уровне дебютировал в сезоне 2003 года, когда побывал на домашних юниорских чемпионатах Европы и мира — в обоих случаях выиграл в командном спринте серебряные медали. Год спустя в той же дисциплине завоевал золото на европейском первенстве в Испании. В 2006 году на молодёжном чемпионате Европы в Греции взял в командном спринте бронзу, ещё через два года на аналогичных соревнованиях в Польше был уже чемпионом. Благодаря череде удачных выступлений удостоился права защищать честь страны на летних Олимпийских играх 2008 года в Пекине — занял восемнадцатое место в индивидуальном спринте, двенадцатое в командном спринте и семнадцатое в кейрине.
В 2010 году в спринте Дмитриев одержал победу на чемпионате Европы в польском Прушкуве. Также побывал на чемпионате мира в Копенгагене, где стал двадцать вторым в одиночном спринте и шестым в командном. В следующем сезоне добавил в послужной список три золотые награды всероссийского первенства (спринт, командный спринт, кейрин), попал в число призёров на турнирах в Пекине и Астане, в спринте выиграл бронзу на европейском первенстве в голландском Апелдорне. В 2012 году на первенстве Европы в литовском Паневежисе стал чемпионом в спринте и добыл бронзовую медаль в кейрине, прошёл квалификацию на Олимпийские игры в Лондон — финишировал пятым в индивидуальном спринте и седьмым в командном.
После двух Олимпиад Денис Дмитриев остался в основном составе российской национальной сборной и продолжил принимать участие в крупнейших международных гонках. Так, в 2013 году он присоединился к команде RusVelo, подтвердил лидерство в зачёте национального первенства, завоевал в спринте серебряную медаль на чемпионате мира в Минске, выиграл золото и бронзу на чемпионате Европы в Апелдорне — в личном и командном спринте соответственно. Вкупе с победой на этапе Кубка мира в Мексике в январе это позволило ему набрать 830 очков и занять первую строчку итогового рейтинга спринтеров Международного союза велосипедистов. В 2014 году стал первым в истории российского велоспорта гонщиком, кому удалось поучаствовать в Японской лиге кейрина.
На чемпионате мира 2013 года завоевал серебряную награду в спринте, уступив в финале немцу Штефану Беттихеру в 2 заездах. В следующем году на чемпионате мира в колумбийском Кали получил в спринте награду бронзового достоинства, уступив в полуфинале в 2 заездах будущему чемпиону французу Франсуа Первису. Через год во Франции Денис вновь штурмовал золотую вершину и вновь уступил, на этот раз французу Грегори Боже в 2 заездах. В олимпийский год на чемпионате мира в Лондоне Дмитриев дошёл снова попал в тройку призёров, уступив в полуфинале австралийцу Мэттью Глетцеру в 2 заездах, но победив поляка Дамиана Зелински.
На олимпийских играх в Рио-де-Жанейро снова дошёл до полуфинала, где в результате жребия соревновался в спринте с 4-кратным (на тот момент) олимпийским чемпионом Джейсоном Кенни. Выиграв в 1 заезде, Дмитриев уступил в двух последующих и отправился бороться за бронзу, а Кенни продолжил свой путь за своим 5 золотом олимпийских игр, которое уверенно и добыл в финале. Соперником Дениса в заездах за бронзу стал австралиец Мэттью Глетцер. Российский велогонщик взял реванш за поражение на чемпионате мира и, обогнав австралийца в 2 заездах, завоевал свою первую олимпийскую медаль.
Имеет высшее образование, окончил Российский государственный университет физической культуры, спорта, молодёжи и туризма.

## Награды
- Медаль ордена «За заслуги перед Отечеством» II степени (25 августа 2016 года) — за высокие спортивные достижения на Играх XXXI Олимпиады 2016 года в городе Рио-де-Жанейро (Бразилия), проявленные волю к победе и целеустремленность[7]
- Благодарность Президента Российской Федерации (9 января 2012) - за заслуги в развитии физической культуры и спорта, высокие спортивные достижения на XXVI Всемирной летней Универсиаде 2011 года в городе Шеньжене (Китай)[8]